# 吉尼斯世界纪录
《吉尼斯世界紀錄大全》，是一本記載著世界之最的工具書，包括天文地理、歷史科學不同領域的世界紀錄等，該書每年均會出版一次。書本本身亦保持著一項世界紀錄：受版權保護的最暢銷書籍系列。此書亦是美國公共圖書館中最常被盜去的書籍。
除了以書籍的方式出版，《吉尼斯世界纪录大全》還會以電視節目和博物館的形式出現。因為此書籍的普及性，使之成為確認世界之最的國際權威和標準。因此，吉尼斯出版有限公司會聘請評審委員評審認證申请。
自2008年，《吉尼斯世界纪录大全》的商業模式轉向，主要透過發明新的紀錄來替公司或個人製造廣告噱頭，這招致了一些批評。

## 歷史
1951年11月10日，酒廠的董事休·比佛爵士（Sir Hugh Beaver）在愛爾蘭韦克斯福德郡打獵時，因为没打中金鸻，于是和同行們爭論哪種鳥飛得最快，彼此爭論不休。由於當時的參考資料並不足以回答這個問題，這促使比弗想出版一本記載世界之最的書。
1954年8月，比弗爵士经人介绍認識在向舰队街上的报社提供消息的体育记者孿生兄弟诺里斯·麦克沃特（Norris Mcwhirter）和罗斯·麦克沃特（Ross Mcwhirter），于是兄弟二人编写此书。成書後，他們很快就售出了1000本。之後，他們便於1954年11月30日成立了金氏顶级有限公司（Guinness Superlatives Limited）。於1955年8月27日，《吉尼斯世界纪录大全》首度發行，而且反應熱烈，荣登圣诞节销售榜榜首。第一版的《吉尼斯世界纪录大全》厚198页，由於每年均有新紀錄，因此此書每年均會推出新版。第二年这本书就进入了美国销售，在美国它卖出了7万本。后来在1962以及1963年又分别出版了法语以及德语版的《金氏世界纪录大全》，可是，到了1975年，罗斯·麦克沃特在临时爱尔兰共和军的袭击中被殺，因此这本书的主编只剩下诺里斯·麦克沃特。之後，诺里斯·麦克沃特繼續擔任这本书的主编，一直持续到1986年。1986年后，他将编辑工作交給了艾伦·罗素（Alan Russell），不过他倆实际上直到1996年才正式退休。
1990年9月17日金氏顶级有限公司更名为金氏出版有限公司（Guinness Publishing Limited），1999年又再次更名为金氏世界纪录有限公司（Guinness World Records），2000年版的《金氏世界纪录大全》一次就印刷了2,402,000本，是当时世界上单次印刷数量最大的精装彩色书籍。而截至2003年，《金氏世界纪录大全》已经卖出了超过1亿本。2010年和2012年，金氏世界纪录有限公司又分别在东京与北京开设了办公室。

## 演變
近期的《吉尼斯世界纪录大全》開始注重人与人之间的竞赛紀錄，如在十分钟之内能吃下多少热狗、扔雞蛋能達的最遠距離、能坚持多长时间持续不断地玩俠盜獵車手4等等。但後來紀錄大全停止收錄有關飲食的紀錄，因為這些紀錄可能會引致訴訟。除了這些竞赛紀錄外，这本书還會收錄各種紀錄，如最重的腫瘤、最具毒性的植物、最短的河流（羅伊河）、播映時間最長的美國電視劇（《指路明灯》）、最成功的推銷員（乔·吉拉德）等。其中一些紀錄是與年齡有關，如到訪世上所有國家的最年輕的人，毛裡齊奧·朱利亞諾。
美国人阿什利塔·福曼是世界上保持最多《吉尼斯世界纪录大全》世界紀录的人，根据他个人官方网站上的記录，他打破了471项紀录，并且是164项紀录的保持者。
於2005年，金氏出版有限公司將的11月9日定為「國際吉尼斯世界紀錄日」（International Guinness World Records Day），其目的是鼓勵人們去打破世界紀錄。於2006年，來自10多個國家的100,000人參與了「國際吉尼斯世界紀錄日」。在2006年11月9日至2007年11月9日期間，《吉尼斯世界纪录大全》的2,244項世界紀錄被打破，比去年增加了173%，可見國際吉尼斯世界紀錄日成功鼓勵各國民眾去打破世界紀錄。於2008年2月，美國全國廣播公司播出電視節目《史上百強吉尼斯世界紀錄》，而金氏出版有限公司亦將其內容上載至《吉尼斯世界纪录大全》的官方網站。

## 申请记录
金氏世界纪录有限公司的数据库内保存有3万个类别的資料，但是由于书籍的限制，《金氏世界紀錄大全》每年只能展示大约4000个纪录。2000年时金氏世界纪录有限公司开通了网站，认证者可以通过网络来进行申请，而网站上也轮番展示了3000个纪录。申请打破或是申报新的世界纪录是免费的同时也不会得到报酬，但是由于每年要收到将近6.5万份认证申请，每个申请者大约要等待6至12週才能得到回复，如果向金氏世界纪录有限公司支付一定费用则可以在3个工作日内得到答复。有部分申报者可以获得现场认证的资格，申报者需要为此支付工作人员的差旅费等相关费用。吉尼斯世界纪录有限公司将会派出认证官和经理到现场见证金氏世界纪录的诞生，如果成功刷新或是建立记录则可以当场获得装在相框内的证书。

### 道德問題和安全問題

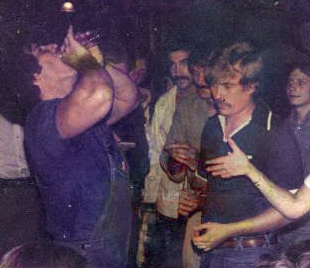
史蒂芬·彼得羅西諾於1977年6月創下在1.3秒內喝1公升啤酒的紀錄，但紀錄後來因安全問題被除去，最後於2008年又被重新加入。

《吉尼斯世界纪录大全》指出數種不符合道德問題的紀錄將不會被收錄，如殺害最多動物的紀錄。《吉尼斯世界纪录大全》亦因道德問題而將數種紀錄從書中除去。例如纪录大全曾收錄「世界上最重的魚」，但他們後來發現其主人是通過強迫餵養而導致魚體重大增。因此，纪录大全便以道德問題為由將紀錄除去。吉尼斯世界纪录大全也除去了有關飲食的紀錄，而他們除去這些紀錄的原因是為了避免訴訟。
吉尼斯世界纪录大全亦因安全問題而拒絕收錄某些紀錄，但後來又再次公開收錄這些紀錄。例如，吞劍記錄於1990年被除去，但於2007年卻又重新被加入。另一個例子則是史蒂芬·彼得羅西諾於1977年6月創下的喝啤酒紀錄於1991年被除去，但於2008年又被重新加入。

## 紀錄保持人
- 吉尼斯世界纪录大全上世界身高最高的成年人：苏丹·科塞（1982年12月10日—）[29]
- 吉尼斯世界纪录大全上世界身高最矮的成年人：张德拉·巴哈杜尔·丹奇（1939年11月30日—2015年9月3日）
- 吉尼斯世界纪录大全上近代史最長壽者：讓娜·卡爾芒（1875年2月21日—1997年8月4日）
- 吉尼斯世界纪录大全上世界手指最长的女性（有爭議）：亞斯茗·法雷（1907年3月11日—1992年1月8日）和朱丽华（1976年2月9日—）
- 吉尼斯世界纪录大全上世界犬齒最长的成年人：尼克·巴瑞（1983年12月2日—）

## 相关内容
在《金氏世界紀錄大全》之外，出版社也会出版其它方面的一些世界记录。例如2007年时出版了《金氏世界紀錄大全遊戲玩家版》（Guinness World Records Gamer's Edition）。此书记录许多跟电子游戏相关的世界记录，2013版中就记载了世界上收藏游戏最多的人、世界上最小的游戏机等内容。除了出版书籍外，金氏世界纪录有限公司还和电视台合作制作相关的电视节目。例如2013年播出的《狂野金氏世界纪录》和2006年起播出的《吉尼斯中国之夜》，这些节目允许申请者在舞台上尝试打破世界纪录。在加利福尼亚的好莱坞等地还有与世界纪录相关的博物馆以及主题乐园。

## 参看
- 阿什利塔·福曼-创造第1多的吉尼斯世界纪录。